# István Cziráki
István Cziráki (* 21. Juni 1986 in Nagykanizsa) ist ein ehemaliger ungarischer Radrennfahrer.
István Cziráki begann seine Karriere 2006 bei dem ungarischen Continental Team P-Nívó Betonexpressz 2000 Kft.se. In seinem ersten Jahr dort gewann er die zweite Etappe bei der Trofeo Beograd und konnte so auch die Gesamtwertung für sich entscheiden. Bei der Serbien-Rundfahrt 2007 belegte er den achten Rang in der Gesamtwertung. In der Saison 2008 gewann Cziráki das Straßenrennen der ungarischen Meisterschaft in der U23-Klasse, 2009 wurde er Meister in der Elite und 2011 Bergmeister. 2011 beendete er seine Radsportlaufbahn.

## Erfolge
2008
- Ungarischer Meister – Straßenrennen (U23)

2009
- Ungarischer Meister – Straßenrennen

2011
- Ungarischer Meister – Berg

## Teams
- 2006 P-Nívó Betonexpressz 2000 Kft.se
- 2007 P-Nívó Betonexpressz 2000 Kft.se
- 2008 P-Nívó Betonexpressz 2000 Corratec
- 2009 Betonexpressz 2000-Limonta
- 2010 Atlas Personal
- 2011 Ora Hotels Carrera